# Norman Davies
Ivor Richard Norman Davies FBA (Bolton, Lancashire, 8 de junho de 1939) é um historiador britânico-polonês conhecido por suas publicações sobre a história da Europa, da Polônia e do  Reino Unido. É considerado como um dos mais proeminentes historiadores da história da Europa do Leste. É professor da Universidade Jaguelônica, professor emérito da University College London, professor no Colégio da Europa e membro honorário do St. Antony’s College, em Oxford.
O seu primeiro livro, White Eagle, Red Star: The Polish-Soviet War, 1919–20, foi publicado em 1972. Seu segundo livro God's Playground, no qual descreve uma visão abrangente da história polonesa, foi publicado oficialmente somente após a  queda do comunismo em 1981. Três anos depois, Davies publicou Heart of Europe, uma breve história da Polônia, em que os capítulos são organizados em ordem cronológica inversa.
Na década de 1990, Davies publicou Europe: A History, e The Isles: A History, sobre a Europa e as ilhas da Grã-Bretanha e Irlanda respectivamente.
No livro Rising 44. The Battle for Warsaw descreve a Revolta de Varsóvia. Este livro foi seguido por Europe at War 1939–1945: No Simple Victory. Em 2008 Davies participou do documentário The Soviet Story. God's Playground.

## Prémios e distinções
Em 2008 foi premiado com a Ordem da Cruz da Terra Mariana  de 3ª Classe pela República da Estônia.
Davies também recebeu o Knight of Freedom Award em 2006, por sua promoção da história da Polônia. e em 2012 recebeu o Prêmio Gieysztor Aleksander para sua promoção do patrimônio cultural polones no exterior.
Davies também é cidadão honorário das cidades polacas de Varsóvia, Wroclaw, Lublin e Cracóvia.